# Carl Liebermann
Carl Liebermann (n. 23 februarie 1842, Berlin, Regatul Prusiei – d. 28 decembrie 1914, Berlin, Imperiul German) a fost un chimist german și un student al lui Adolf von Baeyer. A descoperit în anul 1868 faptul că alizarina poate fi redusă la antracen, ceea ce a permis dezvoltarea unei noi metode de sinteză a colorantului de la antracen.